# 金海珍
金海珍（韓語：Kim Hae-jin，1997年4月23日—）是一位韓國女子花樣滑冰選手，主攻單人滑。她在2015年韓國花式滑冰全國賽取得銀牌。她也曾參加2014年冬季奧林匹克運動會。